# Понтус Делагарді
Понтус Делагарді (фр. Pontus De la Gardie; 1520 — 5 листопада 1585) — шведський полководець і дипломат французького походження, фельдмаршал Швеції. Барон Екгольм (з 1571), член ріксроду, губернатор Естляндії (1574—1575), губернатор Ліфляндії та Інгерманландії (1583—1585). Засновник шведського дворянського роду Делагарді.
Брав участь у кампаніях французької армії в П'ємонті й Шотландії, у Північній семирічній війні, спочатку на боці Данії, а потім на боці Швеції. На службі у шведських королів здобув найбільшу славу. Брав участь у змові герцога Югана проти його брата, короля Еріка XIV, завдяки чому особливо звеличився після усунення Еріка та проголошення змовника королем Юганом III. Виконуючи різні військові та дипломатичні доручення нового государя, відвідував двори європейських монархів та воював в Естляндії з військами Івана Грозного. Найбільші військові перемоги здобув на початку 1580-их років, коли, скориставшись тим, що війська Московського царства були зв'язані війною з Річчю Посполитою, на чолі шведського війська захопив Корельський повіт, Естляндію та частину Іжорської землі, в тому числі віднявши у Московського царства головний морський порт на Балтиці — Нарву. Це призвело до невигідного для Московії Плюсського перемир'я, що закріпляло земельні придбання Делагарді за Швецією.

## Життєпис

### Ранні роки
Понс Декупрі (фр. Pons Descouperie) народився близько 1520 року в маєтку Ла Гарді поблизу міста Каркассон у французькому Лангедоку. Батько Понтуса, Жак Декупрі (д'Ескупері), належав до старовинного французького роду. 1511 року він одружився з Катриною де Сент-Коломб, з якою у них народилось троє дітей, молодшим з яких і був майбутній полководець. Батьки бажали, щоб їхній син обрав духовний шлях, та віддали юнака в абатство Монтольйо Каркассонської єпархії, однак Понтус не зміг примиритись із такою долею.
Маючи надто живий характер, він за першої ж можливості залишив абатство й вирушив на війну. Свій перший похід Делагарді здійснив у П'ємонт 1551 року під командуванням маршала де Бріссака, де у розпалі була одна з італійських війн короля Генріха II з папою Юлієм III та імператором Карлом V. У П'ємонті Понтусу вдалось відзначитись, проте з 1552 року бойові дії набули кволого характеру, та 1556 року він повернувся до Франції.
Майже одразу ж Делагарді привабила наступна авантюра: він вирушив до Шотландії разом із військами Анрі Клютена д'Уазеля, відрядженого Генріхом II для підтримки регентші малолітньої Марії Стюарт — Марії де Гіз. Там майбутній полководець на чолі піхотного полку, між іншим, брав участь у громадянській війні між католиками та протестантами.
1559 року Франція завершила багаторічну боротьбу за гегемонію в Європі Като-Камбрезійським миром, що не давав їй ані значних територіальних надбань, ані жодних інших переваг. В країні наростали релігійні суперечності, що робило малоймовірною французьку військову експансію у найближчі роки. Делагарді, який не бажав завершувати військову кар'єру, із 20 своїми товаришами вирушив у Данію, яка на той час перебувала у стані війни зі Швецією, та запропонував свої послуги Фредеріку II Данському. Шанс проявити себе з'явився, коли укладене 1562 року перемир'я було порушено вже за рік, спалахнула виснажлива та кривава Північна семирічна війна. У бойових діях Понтус Делагарді достатньо відзначився, щоб невдовзі йому довірили командування найманцями-ландскнехтами. У вересні 1565 року його служба данському королю раптово завершилась: під час штурму Варберга Понтуса було поранено в руку та взято у полон шведськими військами.

### На шведській службі

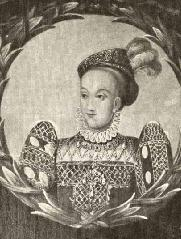
Софія Юлленельм, дружина Понтуса Делагарді

Перебуваючи в полоні, Понтус Делагарді зустрів там свого співвітчизника барона Шарля де-Морне, який перебував на шведській службі. Барон представив його королю Еріку XIV Вазі, який запропонував досвідченому французькому воїну вступити до себе на службу. Делагарді погодився й того ж 1565 року домігся від Фредеріка II листа зі звільненням його від зобов'язань перед данською короною. Невдовзі, проявивши талант царедворця, він зумів домогтись приязні Еріка. Навіть недовіра з боку фаворита короля, канцлера Єрана Перссона, відомого своєю підозрілістю, не завадила йому отримати 1568 року посаду гофмаршала. Втім, пересторга Перссона виправдалась повною мірою. 1567 року під час чергового загострення у Еріка психічного розладу ріксрод випустив з ув'язнення його брата Юхана, герцога Фінляндського, який з 1563 року утримувався в замку Гріпсхольм. Разом із другим братом короля, герцогом Карлом, Юхан почав готувати переворот, у якому взяв участь і Делагарді.
1568 року завдяки Делагарді герцогам вдалось захопити Вадстену, де зберігалась державна скарбниця. Окрім того, він набрав для них німецьких і шотландських найманців. Після того як король Ерік зазнав поразки, він зачинився у Стокгольмі, та в середині вересня поблизу шведської столиці розбила табір армія повсталих герцогів. Завдяки тому, що у Делагарді в місті збереглись зв'язки із городянами й гарнізоном, стокгольмці, невдоволені правлінням Еріка, невдовзі відчинили північну браму та впустили війська братів у Стокгольм.
Герцог Юхан, проголошений королем під іменем Юхана III, гідно оцінив внесок Делагарді у здійснені перевороту, надав йому ленні володіння, а також відзначив іншими знаками уваги, в тому числі призначивши розпорядником своєї коронації (відбулась 10 липня 1569 року). Однак війна з Данією тривала, й того ж 1569 року Понтус потрапив у полон до данців, де перебував до самої весни 1571 року. В нагороду за тривалий полон 17 липня 1571 року король надав йому титул барона Екхольма й дозвіл користуватись у Швеції своїм родовим гербом. 1580 року, після служби в Естляндії та успішного виконання багатьох дипломатичних доручень, Делагарді мав честь стати родичем короля, одружившись з його позашлюбною дочкою Софією Юлленельм.

### Дипломатична діяльність
Тонкий розум і гнучкість Делагарді були помічені ще Еріком XIV, який і скористався ними, задіявши Понтуса на дипломатичній службі. 1566 року, у самий розпал Північної семирічної війни, король відрядив Делагарді до Франції з дорученням перешкодити вербуванню найманців, яку здійснювали данці на французькій території. Понтус гарно впорався з поставленим завданням, домігшись від французького короля права найняти на шведську службу певну кількість солдат.
Після завершення Північної семирічної війни Юхан III звернув свою увагу на Лівонію, де в серпні 1570 року війська Московського царства взяли в облогу Ревель. Іван Грозний, який прагнув залишити Швецію в ізоляції намагався створити антишведську коаліцію, і Юхан III 1571 року відрядив Делагарді до низки європейських країн, щоб нейтралізувати зусилля московської дипломатії й підірвати торгівлю свого східного сусіда. Вже у листопаді він разом із Бельке вирушив у Любек, щоб домогтись від міста припинення торгівлі з Московським царством через Нарву. Йому це, однак, не вдалось, після чого він залишив Любек, вирушивши спочатку в Гамбург, а потім в Штральзунд, Росток, Вісмар і Мюнстер.
В Нідерландах Делагарді зустрівся з герцогом Альбою, однак нічого, окрім обіцянки зв'язатись із королём, від нього не домігся. Навесні 1572 року шведський посол прибув до Франції, де зміг отримати від Карла IX обіцянку відрядити своєму представнику в Копенгагені наказ про відновлення старих франко-шведських договорів. З питання нарвської торгівлі французький король дав відповідь, що не може цілком заборонити цю торгівлю, але Франція має намір додержуватись тих угод, які будуть укладені зі шведською стороною. Перебуваючи в Блуа, Делаґарді отримав від іспанського короля листа, у якому той обіцяв поставляти до Швеції сіль, хміль та інші товари, що раніше ввозились до шведської держави Любеком, з яким шведи перебували у доволі прохолодних стосунках.
У вересні 1573 року Делагарді повернувся до Швеції.
У 1576–1578 роках Понтус знову очолював посольство, цього разу до німецькому імператору. Окрім перемовин з Рудольфом I, посол мав відвідати Рим та обговорити з папою Григорієм XIII плани Юхана III щодо відновлення у Швеції католицтва.

### Війна з Московським царством

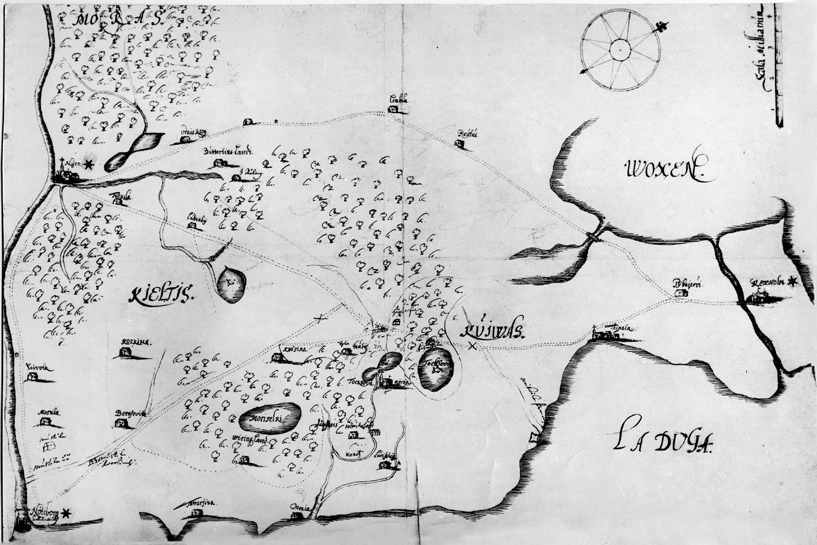
Карта частини Корельського та Ореховського повітів, імовірно складена за наказом Понтуса Делагарді у 1580–1582 роках

Після повернення до Швеції з першої дипломатичної поїздки до Європи Делагарді був призначений командувачем шведськими військами у Прибалтиці, а у додаток 4 червня 1574 року отримав пост губернатора Естляндії..
Прибувши до військ, Делагарді зумів відновити дисципліну, що похитнулась, однак воєнні дії у 1573–1575 роках велись кволо, та справа здебільшого обмежувалась облогою міст в Північної Естляндії. Влітку ж 1575 року між Московським царством та Швецією було укладено дворічне перемир'я, і Делагарді був відкликаний з Естляндії, у грудні 1575 року, склавши повноваження губернатора заради нового дипломатичного доручення. Лише 1580 року йому знову було довірено командування шведськими військами у війні з московитами, що відновилась 1577 року.

#### Перші успіхи

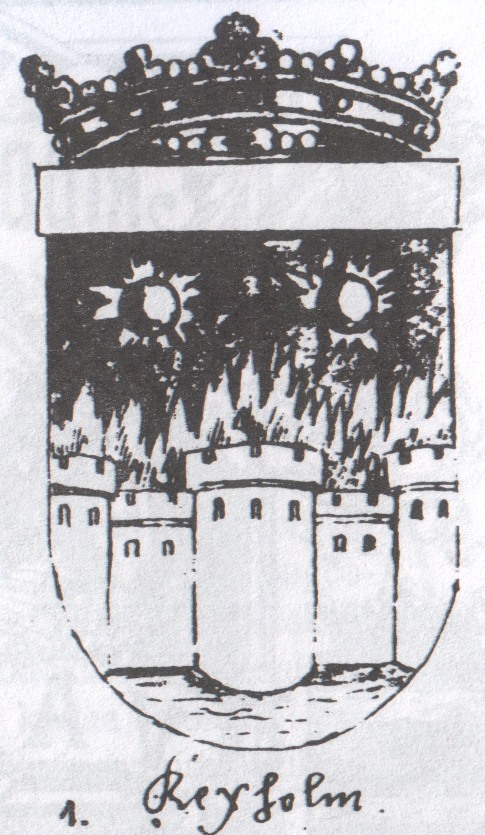
Герб Кексгольмського герцогства (1580)

Наприкінці жовтня 1580 року Понтус Делагарді вийшов із військом з Виборга й 26 числа узяв в облогу Корелу — головний опорний пункт московитів на Карельському перешийку та у Північному Приладожжі. 4 листопада підтягнулись гармати, що дозволили почати бомбардування, та майже одразу шведській артилерії удалось підпалити дерев'яні стіни та будівлі всередині фортеці. Долю міста було вирішено, 5 листопада гарнізон здався, а весь Корельський повіт опинився під владою Швеції.
Ця подія послужила сюжетом для першого герба захопленої шведами провінції, дарованого того ж 1580 року створеному Кексгольмському герцогству. На ньому було зображено палаючу фортецю, золоті язики полум'я з червоними відблисками і два палаючих ядра.
Після взяття Корели Делагарді поспіхом вирушив до іншої важливої фортеці Московського царства — Орешка, що закривала вихід з Неви до Ладозького озера, та, організувавши її блокаду, льодом Фінської затоки перевів військо до Естляндії. Там за першу половину 1581 року полководець заволодів Леалем, Везенбергом, Тольсбургом, Гапсалем та іншими фортецями, практично цілковито очистивши цю область від гарнізонів московитів. Останньою, але найбільшою та найзахищенішою фортецею Московського царства в регіоні залишалась Нарва, що була на той час найбільшим центром торгівлі Московії з Європою.

#### Взяття Нарви та західної Інгрії
В серпні 1581 року Делагарді разом з адміралом Флемінгом Фінською затокою та річкою Наровою кораблями прибув до фортеці Нарва та обложивши її з трьох сторін, почав готуватись до штурму. Перед його початком Делагарді оголосив своїм військам, що на приступ підуть лише ті, хто завчасно запишеться у нього, всі ж решта будуть позбавлені права брати участь у розграбуванні міста, на що їм надавалось 24 години. 6 вересня Нарва була взята, й за подальші доби шведами було вбито близько 7 тисяч чоловік мирного населення, не враховуючи московитських стрільців з гарнізону фортеці. Невдовзі Делагарді, користуючись тим, що московитські гарнізони фортець Іжорської землі частково відволіклись на оборону Пскова від військ Стефана Баторія, переможним маршем пройшов усю західну Інгерманландію та, вже не зустрічаючи серйозного спротиву, зайняв фортеці Івангород, Ям і Копор'я. Однак безуспішна облога Орешка не давала завершити завоювання Ореховецького повіту, штурм же, здійснений Понтусом восени 1582 року та який супроводжувався значними втратами серед тих, хто тримав місто в облозі, завершився невдачею. Останню спробу розширити придбання цієї кампанії полководець здійснив у листопаді, відрядивши на Новгород шведську кінноту. Однак відряджений загін не тільки не дістався міста через осіннє бездоріжжя, але й повернувся, втративши зворотнім шляхом більшу частину коней та обозів.

#### Завершення бойових дій
1582 року король призначив Делагарді головнокомандувачем усіма шведськими військами. Усвідомлюючи мінливість військового щастя, той порадив Юхану III укласти мир на запропонованих московитами вигідних умовах, проте король все ж продовжив війну. В лютому того ж року з Новгорода виступило московитське ополчення, один загін — у напрямку Нарви, інший, під командуванням князя Андрія Шуйського — до Ореховця. Обидва загони мали певні успіхи — перший розбив шведів у Ямському повіті, другий же змусив Делагарді зняти облогу Ореховської фортеці й відступити в Карелію. Тільки внутрішня та зовнішня обстановки, що погіршились, змусили царя Івана IV зупинити бойові дії та 1583 року піти на невигідне Плюсське перемир'я, у підписанні якого брав участь і Понтус Делагарді.
За свої заслуги, ще до завершення перемир'я, Делагарді був призначений намісником Ліфляндії та Інгерманландії, а за два роки, 1585, отримав посаду члена ріксроду. Того ж року він узяв участь у перемовинах щодо продовження перемир'я.

### Загибель
5 листопада 1585 року човен, у якому Делагарді повертався з чергового походу, перевернувся, і знаменитий полководець потонув у річці Нарова у видимості Нарвського замку разом із вісімнадцятьма своїми супутниками. Є кілька версій того, що сталось: за однією з версій човен Делагарді розвалився від пострілу, здійсненого з неї з гармати на знак переможного повернення; за іншою, гребці, задивившись на влаштовану їм зустріч, налетіли на перешкоду під водою та пробили дно. Є також версія, що човен Делагарді випадково вразили ті, хто зустрічав — ядром салюту. Одягнений у важкий лицарський обладунок Делаґарді втопився.
Полководця було поховано в Домському соборі Ревеля (сучасний Таллінн), поряд зі своєю дружиною, яка померла під час пологів 1583 року. Роботу над надгробком подружжя Делаґарді фламандський скульптор Арент Пассер розпочав тільки 1589 року, а закінчив 1595. На даху саркофагу він розмісти фігури подружжя, вирубані з каменю: ліворуч — Понтуса, у військовому спорядженні, праворуч — Софії, в одязі за іспанською модою тих часів. Сторонами були розташовані барельєфи, один з яких зображував облогу Нарви. Над саркофагом була розміщена різна епітафія.
Надгробок Делагарді є видатним пам'ятником ренесансного мистецтва.

## Понтус Делагарді в народній пам'яті
Командуючи солдатами на полі бою, та з легкістю приваблюючи до себе людей у мирній обстановці, Понтус Делагарді, очевидно, мав певні харизматичні якості. Цей фактор, а також те, що землі, якими він пройшов з військами у 1580–1582 роках, давно не знали військових потрясінь, зробили його справжнім фольклорним героєм серед місцевого населення — карелів, іжори та воді. Передусім це зафіксовано у финсько-карельсько-іжорській топоніміці, у багатьох місцях Карельського перешийку збереглись назви, пов'язані з іменем Делагарді. Активна діяльність полководця з будівництва доріг і мостів, необхідних для пересування військ болотистими, лісистими місцевостями, залишила на мапі «Мости Понтуса» (фін. Pontuxen sillat), «Гатки Понтуса», «Рови Понтуса» тощо. На північ від сучасного селища Рєпіно існувало «Болото Понтуса». Одна з гір неподалік від селища Токсово, на якій за легендою 1581 року розміщувався табір Делагарді, серед фінського та іжорського населення тривалий час зберігала назву «Гора Понтуса» (фін. Pontuxen mäki). Руїни фортеці Ківінебб поблизу сучасного селища Первомайське, знищеної московськими військами в середині XVI століття, також іменувались у місцевого населення «Понтусова Фортеця» (фін. Pontuxen linna), що, ймовірно, вказує на спробу полководця відновити її.
У переказах жителів Карельського перешийку та Інгерманландії Понтус поставав чародієм, чаклуном, якому завжди та в усьому допомагає нечиста сила. У переказах полководець міг одночасно битись у кількох місцях, а нестача у війську поповнювалась, перетворюючи на воїнів звичайне пір'я.